# Grünenthal GmbH
Grünenthal es una compañía farmacéutica con sede en el municipio de Stolberg, en las proximidades de Aquisgrán, Alemania. Fue fundada en 1946 como Chemie Grünenthal, y desde aquel entonces ha sido una empresa familiar de forma ininterrumpida. Asimismo, fue la primera empresa que produjo penicilina en Alemania tras la Segunda Guerra Mundial, una vez que las autoridades de ocupación aliadas autorizaron la fabricación de este fármaco en dicho país. En la década de 1960, Grünenthal cobró notoriedad por la producción del medicamento teratógeno talidomida, que en un principio fue comercializado como un fármaco para las náuseas en el embarazo, bajo el nombre comercial Contergan. A pesar de que era un producto en apariencia seguro, la talidomida ocasionó graves malformaciones a miles de niños en todo el mundo, cuyas madres la habían consumido durante el embarazo.

## Historia
Chemie Grünenthal fue fundada en 1946 por Hermann Wirtz, Sr., como Chemie Grünenthal GmbH; su sede original se encontraba en Stolberg. Posteriormente, la empresa fue rebautizada como Grünenthal GmbH y su sede se trasladó a Aquisgrán.

### Penicilina
Las autoridades de ocupación aliadas habían prohibido a las empresas alemanas que produjesen penicilina y/o realizasen investigaciones sobre el citado fármaco. Cuando se levantó la prohibición, Grünenthal fue la primera empresa que fabricó penicilina expresamente para el mercado alemán, en 1948. Las inversiones en la producción de penicilina le reportaron a la compañía los beneficios que necesitaba para evitar la quiebra.

### Talidomida (Contergan)
Grünenthal  protagonizó el descubrimiento de la talidomida, fármaco que fue comercializado entre los años 1957 y 1963 como sedante y como calmante de las náuseas durante los tres primeros meses del embarazo (hiperemésis gravídica). Como sedante cosechó un gran éxito, ya que en un principio se creyó que apenas tenía efectos secundarios y, en caso de sobredosis, no resultaba letal. Sin embargo, el medicamento provocó miles de nacimientos de bebés aquejados de focomelia, una anomalía congénita que se caracteriza por la ausencia de extremidades en el torso o por una longitud excesivamente reducida de las mismas.
La talidomida afectaba al feto de dos maneras: bien que la madre tomara el medicamento directamente como sedante o como calmante para las náuseas, o bien que fuera el padre quien lo consumiese, con lo que su esperma transmitía al feto los efectos nocivos del fármaco en el momento de la concepción. Después de que el doctor Widukind Lenz y su compañero de la Clínica Universitaria de Hamburgo, el español Claus Knapp, demostrasen de forma fehaciente los efectos teratogénicos de la talidomida en 1961, el fármaco fue retirado con mayor o menor prontitud en los países donde había sido comercializada bajo diferentes marcas. España fue de los últimos en hacerlo, dado que prohibió oficialmente su venta en 1963.
La magnitud de la cifra de afectados por la talidomida (en torno a 10 000 personas a escala global), cuyas deformidades suelen ser irreversibles, dio pie a la acuñación del término "catástrofe de la talidomida". Buena parte de estos individuos tuvieron (y tienen) dificultades para integrarse en la sociedad a causa de sus limitaciones físicas. Uno de los países más afectados por la talidomida (en el que esta se vendió bajo la marca Contergan) fue la República Federal de Alemania, donde no existía ninguna ley ni comisión de control de los medicamentos antes de la catástrofe. Al margen de la RFA, la alarma social suscitada por la tragedia impulsó a otros muchos Estados a promulgar leyes que regulasen más estrictamente las actividades de la industria farmacéutica. Entre otros aspectos, dichas leyes incluían el requisito sine qua non de realizar ensayos farmacológicos en animales y en seres humanos para garantizar la efectividad y la seguridad de todos los medicamentos nuevos, antes de proceder a su comercialización.
En Estados Unidos, la doctora Frances Oldham Kelsey, supervisora de la FDA, se negó a autorizar la distribución de talidomida y pidió más estudios, a pesar de que esta ya había sido aprobada en más de 20 países europeos y africanos. Su insistencia en que el medicamento debía ser completamente analizado antes de su aprobación quedó dramáticamente justificada cuando sobrevino la catástrofe. A raíz de la tragedia, el Congreso aprobó por unanimidad las reformas de las pruebas clínicas de medicamentos en 1962. Estas reformas conllevaban "requisitos más estrictos para las pruebas y la distribución de nuevos medicamentos", a fin de evitar problemas similares en un futuro. La enmienda reconoció también, por vez primera en la historia de EE. UU., que "la eficacia de un medicamento debería ser establecida antes de proceder a su comercialización".
En 1968, Grünenthal fue llevada a juicio en los tribunales de Renania del Norte por las familias de las víctimas alemanas de la talidomida, que reclamaban a la empresa una indemnización por los daños derivados de dicho fármaco. El proceso judicial se alargó dos años y medio, en el transcurso de los cuales se produjeron una serie de presuntas injerencias políticas para influenciar la sentencia final: el investigador británico Martin Johnson y su equipo afirman poseer pruebas que demuestran que los abogados de la farmacéutica se reunieron en secreto con los jueces que instruían el caso. Finalmente, en 1970, los magistrados dejaron en libertad a los ejecutivos de Grünenthal acusados de homicidio negligente (sin sentenciarles ni exonerarles) y suspendieron el juicio. En consecuencia, las familias de los afectados alemanes se vieron obligadas a aceptar unas indemnizaciones mucho más bajas de lo solicitado en un principio; estas equivalían a un 10% de la suma reclamada a Grünenthal por los talidomídicos alemanes en concepto de daños y perjuicios. Paralelamente al "Proceso Contergan" en Alemania, los talidomídicos de Suecia, Reino Unido y otros estados demandaron a las compañías autorizadas por Grünenthal para comercializar la talidomida en sus respectivos países. Sin embargo, hubo algunos países en los que no se interpusieron demandas por los estragos de la talidomida hasta varias décadas después de la catástrofe, tales como España (cuya dictadura obstaculizó las reclamaciones judiciales a Grünenthal por parte de los afectados españoles).

### Otros productos
La empresa se ha centrado en el tratamiento del dolor, e invierte activamente en i+D+i vinculada a esta rama de la Medicina. Entre otros fármacos, Grünenthal ha desarrollado el analgésico opioide tramadol, que se comercializa bajo la marca Tramal y tiene un elevado volumen de ventas. Asimismo, la compañía destina fondos a la investigación farmacológica en ginecología, dermatología e infecciones, además de otras líneas de negocio.

### Iniciativas
Desde 2004, Grünenthal GmbH, en colaboración con la Federación Europea de Dolor (EFIC por sus siglas en inglés), concede cada dos años becas de hasta 40 000 euros para financiar proyectos de investigación clínica en el ámbito del dolor y su tratamiento.

## Controversias

### Vínculos con científicos de la Alemania nazi tras la Segunda Guerra Mundial
Después de la Segunda Guerra Mundial, Grünenthal ofreció empleo a algunos científicos de renombre que habían trabajado para el Tercer Reich, entre los que destacan Otto Ambros y Heinrich Mückter. Ambros era un químico y exdirectivo de la IG Farben, empresa para la cual realizó investigaciones sobre armas químicas en el transcurso de la guerra. A partir de estas investigaciones, Ambros sintetizó por primera vez el gas sarín, un gas nervioso extremadamente tóxico con aplicaciones bélicas. Concretamente, Ambros comenzó a trabajar para Grünenthal en 1972, décadas después de haber cumplido la mitad de una pena de 8 años de cárcel, y siguió empleado en la compañía hasta su muerte en 1990. Dicha condena había sido impuesta por el Tribunal de Núremberg, a raíz de su implicación en la creación de los campos de concentración de Dyhernfurth (en el que se utilizaba mano de obra esclava para producir gases nerviosos) y Auschwitz-Monowitz (en cuya planta química se fabricaban caucho y petróleo sintéticos, también con mano de obra esclava).
Respecto a Mückter, este había realizado experimentos para hallar una vacuna contra el tifus, utilizando como sujetos de ensayo a civiles polacos y, probablemente, también a prisioneros de campos de concentración nazis. Cerca del final de la Segunda Guerra Mundial, sabiéndose en peligro de ser detenido y ajusticiado por sus experimentos carentes de ética, trató de huir del centro de investigación farmacológica nazi en el que trabajaba (ubicado en Cracovia), en un camión cargado con material de laboratorio robado de dicha institución. Sin embargo, su intento de fuga no tuvo éxito, ya que fue capturado por las tropas de ocupación estadounidenses. Aunque las autoridades polacas emitieron una orden de detención contra Mückter por sus crímenes, Estados Unidos rechazó la extradición del científico nazi a Polonia, lo cual le permitió eludir la cárcel. Tras la guerra, ejerció como investigador jefe de Grünenthal y obtuvo cuantiosos ingresos de las ventas de talidomida, antes de que el fármaco fuese retirado del mercado.

### Afectados por la talidomida en España
A diferencia de los afectados de otros países, los talidomídicos españoles no han recibido ninguna indemnización o compensación de Grünenthal. Aunque la empresa asegura en la página web de la Fundación Contergan que los afectados españoles pueden acogerse a las mismas ayudas que los talidomídicos de otros países, el Gobierno de España solo reconoció a 24 afectados mediante Real Decreto en 2010, a quienes se sumaron otros 103 afectados reconocidos oficialmente como tales en diciembre de 2019. No obstante, se estima que el medicamento provocó malformaciones y otros trastornos genéticos a unos 3000 españoles en total (de los cuales sobrevivían aproximadamente 200 a fecha de 2015).
La patente española de la talidomida se remonta al año 1955, y el medicamento fue comercializado en España bajo las denominaciones Softenon, Imidan, Varial, Gluto Naftil, Noctosediv, Insonid y Entero-Sediv. Cuatro laboratorios se encargaron de producirlo para el mercado español: la propia Grünenthal (a través de Medinsa, su filial española), Instituto Farmacológico Latino, Pevya y Nessa, este último ya desaparecido. En total, la talidomida permaneció oficialmente en venta en España entre 1960 y 1963, aunque las autoridades españolas no prohibieron su utilización hasta el año 1985. Sin embargo, el fármaco todavía figuraba en un vademécum de 1973, lo que sugiere que la talidomida siguió comercializándose durante un período de tiempo mayor que el especificado por las fuentes oficiales. Por añadidura, cabe destacar que dicho medicamento había sido retirado del mercado en todo el mundo en 1962, mientras que en España no lo fue de forma definitiva hasta mediados de los años 80, como ya se ha mencionado anteriormente. A este respecto, hay pruebas documentales que atestiguan que Grünenthal rehusó deliberadamente informar a los médicos españoles acerca de los riesgos que acarreaba la talidomida, a pesar de que ya en 1961 se habían detectado malformaciones en bebés de madres medicadas con este fármaco en otros países. Asimismo, los talidomídicos españoles afirman que las autoridades franquistas negaron en todo momento la comercialización de la talidomida en España, y que existen pruebas suficientes para demostrar que esta se vendió en el país europeo antes de 1960.
Décadas después, en 2006, el Instituto de Salud Carlos III estableció un protocolo para confirmar los posibles casos de talidomida en España, pero solo certificaron la existencia de 24 víctimas del medicamento, frente a las ya mencionadas estimaciones que cifran la cantidad total de afectados en 3000 personas (de las cuales solo sobrevivían unos pocos cientos por aquellas fechas). En 2011, AVITE, la asociación española de afectados por la talidomida, presentó una querella contra Grünenthal por valor de 204 millones de euros en concepto de indemnizaciones, y en 2013 un juzgado de primera instancia de Madrid condenó a la farmacéutica a indemnizar a los talidomídicos españoles. Con todo, la Audiencia Provincial de Madrid anuló dicha sentencia en 2014, después de que Grünenthal la apelase, y en 2015 el Tribunal Supremo falló definitivamente en favor de la compañía: los magistrados estimaron que los daños causados por la talidomida habían prescrito. Agotadas las vías judiciales en España, AVITE optó por llevar a Grünenthal al Tribunal Europeo de Derechos Humanos, el cual absolvió definitivamente a la empresa en 2017, al considerar también que su responsabilidad en los estragos provocados por la talidomida había prescrito. Al tratarse de una sentencia inapelable, el dictamen del TDH anuló cualquier posibilidad futura de que los talidomídicos españoles obtuviesen compensación de Grünenthal en los tribunales. En 2012, la farmacéutica alemana publicó un comunicado dirigido a los talidomídicos de todo el mundo, en el cual les ofrecían sus disculpas por las malformaciones y problemas de salud derivados de la talidomida, pero sin comprometerse a proporcionarles indemnización alguna.

### Polémica de 2010 en Reino Unido
En julio de 2010, la Agencia Británica de Buenas Prácticas en la administración de medicamentos con receta (PMCPA) recibió una queja de un empleado de Grünenthal, que afirmaba que la compañía farmacéutica publicaba información engañosa acerca de sus propios productos. Después de investigarse la denuncia, se determinó que Grünenthal había  distribuido publicidad engañosa del fármaco Versatis en un congreso médico, la cual contenía usos no indicados y una tabla comparativa con los precios de otros medicamentos similares, cuyos datos habían sido manipulados a favor de Grünenthal. En consecuencia, el comité de investigación dictaminó que la multinacional alemana había incurrido en una violación del Código de Buenas Prácticas de la Industria Farmacéutica (promulgado por la Asociación de Compañías Farmacéuticas Británicas (ABPI)), en cuanto que sus prácticas habían ocasionado un perjuicio a la reputación de la industria farmacéutica de Reino Unido.
Posteriormente, en noviembre de 2010, la Agencia de Medicamentos y Productos Farmacéuticos (MHRA) comunicó a las autoridades británicas sus sospechas de que Grünenthal estaba promocionando su fármaco Tapentadol entre la comunidad médica del país, sin haber obtenido previamente la licencia de venta para el mismo. Por añadidura, entre las tácticas de promoción del citado medicamento se contaban comparaciones intencionadamente engañosas con los precios de otros fármacos similares fabricados por la competencia, así como presiones a las autoridades sanitarias para agilizar la puesta en venta del producto tras su registro ante las autoridades competentes. Debido a ello, Grünenthal fue condenada por un delito de distribución de publicidad engañosa y por otras prácticas ilegales, lo que a su vez impulsó a la Junta de Apelación a efectuar varias auditorías de la compañía entre 2009 y 2010, con el objetivo de investigar sus prácticas empresariales. Este caso y el anteriormente mencionado se suman a otros similares acontecidos en 2007, en los que Grünenthal fue hallada culpable de facilitar publicidad engañosa de sus fármacos a profesionales de la salud.

### Falla masiva de anticonceptivo oral en Chile
En 2020, el reemplazo de comprimidos activos por placebos en lotes de la pastilla anticonceptiva Anulette, producida por dos laboratorios propiedades de Grünenthal, lleva al embarazo no deseado de alrededor de 240 mujeres en Chile.Esta falla masiva es calificada de catástrofe sanitaria por la corporación Miles, en un país donde el aborto está despenalizado solo en las causales de peligro para la vida de la mujer, de inviabilidad fetal y de embarazo por violación.